# Single User Control Program
SCP (Single User Control Program) war ein CP/M-kompatibles Betriebssystem in der DDR für verschiedene Rechner. Es wurde vom Kombinat Robotron entwickelt.
Es gab Varianten für 8-Bit- (z. B. SCP1526) und 16-Bit-Prozessoren (z. B. SCP1700). Die Anwendersoftware war mit der anderer SCP-Systeme des gleichen Prozessortyps austauschbar, vorausgesetzt die Programme machen keine direkten Hardwarezugriffe. Auf diese Weise waren auch westliche Programme (besonders Bürosoftware) nutzbar, was SCP zu einem beliebten Bürocomputer-Betriebssystem seiner Zeit machte. SCP gab es auch für Eigenbau-Heimcomputer wie den KuB 64K.
Auf dem Kernel von SCP basiert JAMB.

## Varianten
- SCP5105: für den Bildungscomputer robotron A 5105 bzw. ALBA PC 1505
- SCP5110: für A5110
- SCP1700: für A7100, A7150
- SCP1526: für A5120, A5130, K8924
- SCP1715: für PC1715 bzw. SCP3 für PC1715 W